# Équipe cycliste Sparebanken Sør
L'équipe cycliste Sparebanken Sør est une ancienne équipe cycliste norvégienne. Créée en 2010 par Thor Hushovd sous le nom de Plussbank Cervélo, elle s'est ensuite appelée Plussbank-BMC en 2012, Plussbank en 2013, et Sparebanken Sør de 2014 à 2017, sa dernière saison. Durant ces huit années, elle a eu le statut d'équipe continentale.

## Histoire de l'équipe
L'équipe Plussbank Cervélo est lancée en 2010. Créée par le coureur norvégien Thor Hushovd, elle porte les noms de ses principaux sponsors, la banque norvégienne Sparebanken Pluss (no) et le fabricant de cycles Cervélo, alors principal sponsor de l'équipe Cervélo dans laquelle court Hushovd,,.
À la suite de la fusion des banques Sparebanken Pluss et Sparebanken Sør (no), l'équipe change de nom en 2014 et devient Sparebanken Sør.
L'équipe Sparebanken Sør disparaît en fin de saison 2017, faute de sponsor. Elle dispute sa dernière course à l'occasion du championnat du monde du contre-la-montre par équipes à Bergen.
Parmi les coureurs ayant été membres de cette équipes, Sondre Holst Enger, Sindre Lunke, Amund Grøndahl Jansen sont ensuite passés professionnels dans des équipes du World Tour

## Principales victoires
- Roserittet : Bjørn Tore Hoem (2012)
- Fyen Rundt : Andreas Vangstad (2015)
- Sundvolden GP : Andreas Vangstad (2016)
- Grand Prix Ringerike : Trond Trondsen (2016)
- Baltic Chain Tour : Herman Dahl (2017)

## Classements UCI
Depuis 2010, l'équipe participe aux différents circuits continentaux et en particulier l'UCI Europe Tour. Les tableaux ci-dessous présentent les classements de l'équipe sur ces circuits, ainsi que son meilleur coureur au classement individuel.
UCI America Tour
| Saison | Classement par équipes | Meilleur coureur au classement individuel |
| ------ | ---------------------- | ----------------------------------------- |
| 2013   | 19e                    | Sondre Holst Enger (39e)                  |

UCI Europe Tour
| Saison | Classement par équipes | Meilleur coureur au classement individuel |
| ------ | ---------------------- | ----------------------------------------- |
| 2010   | 94e                    | Øystein Stake Laengen (479e)              |
| 2011   | 105e                   | Lorents Ola Aasvold (821e)                |
| 2012   | 106e                   | Bjørn Tore Hoem (622e)                    |
| 2013   | 67e                    | Sondre Holst Enger (73e)                  |
| 2014   | 102e                   | Bjørn Tore Hoem (450e)                    |
| 2015   | 82e                    | Andreas Vangstad (159e)                   |
| 2016   | 70e                    | Andreas Vangstad (573e)                   |
| 2017   | 67e                    | Andreas Vangstad (252e)                   |

## Saisons précédentes

Portraits
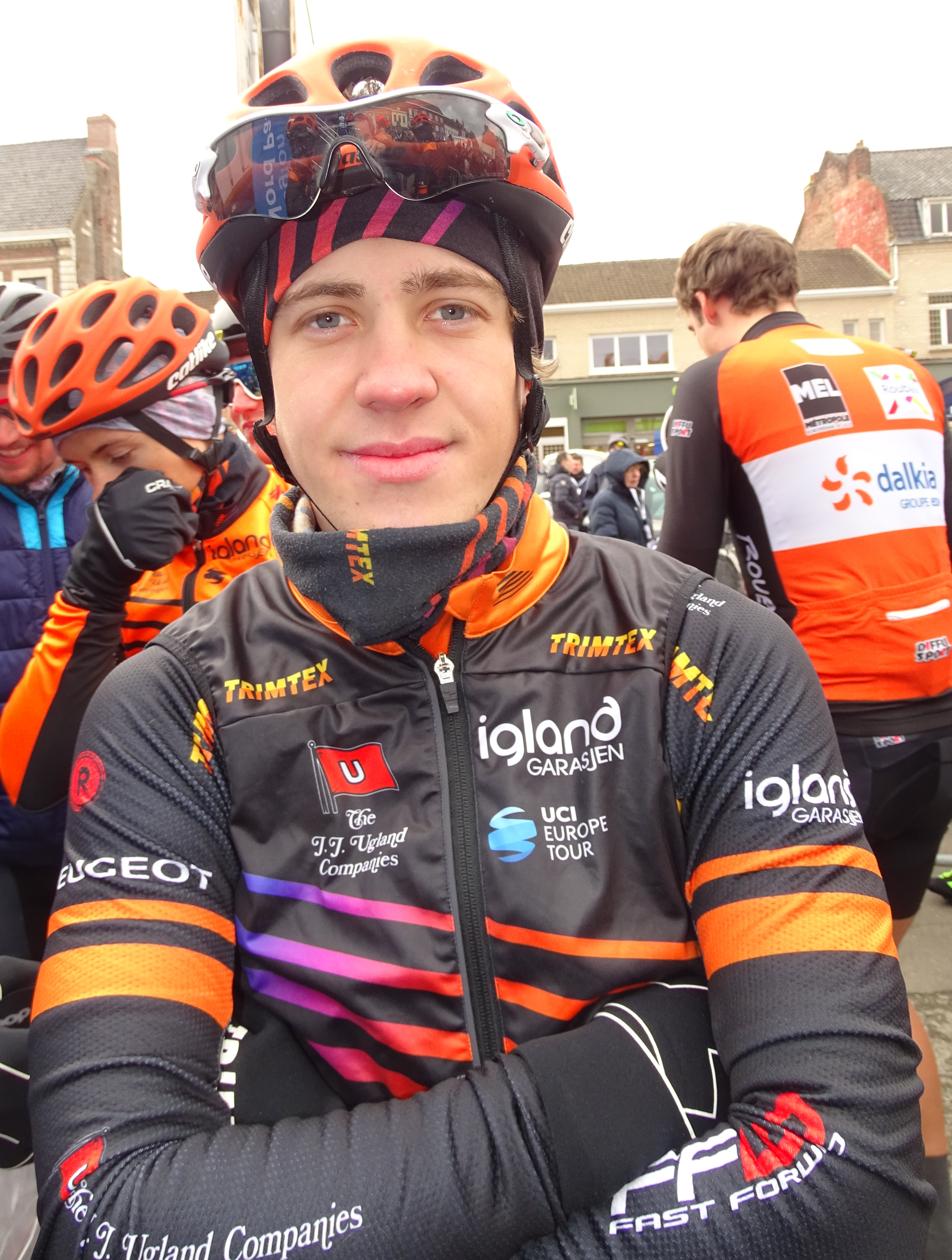
Kristian Aasvold.
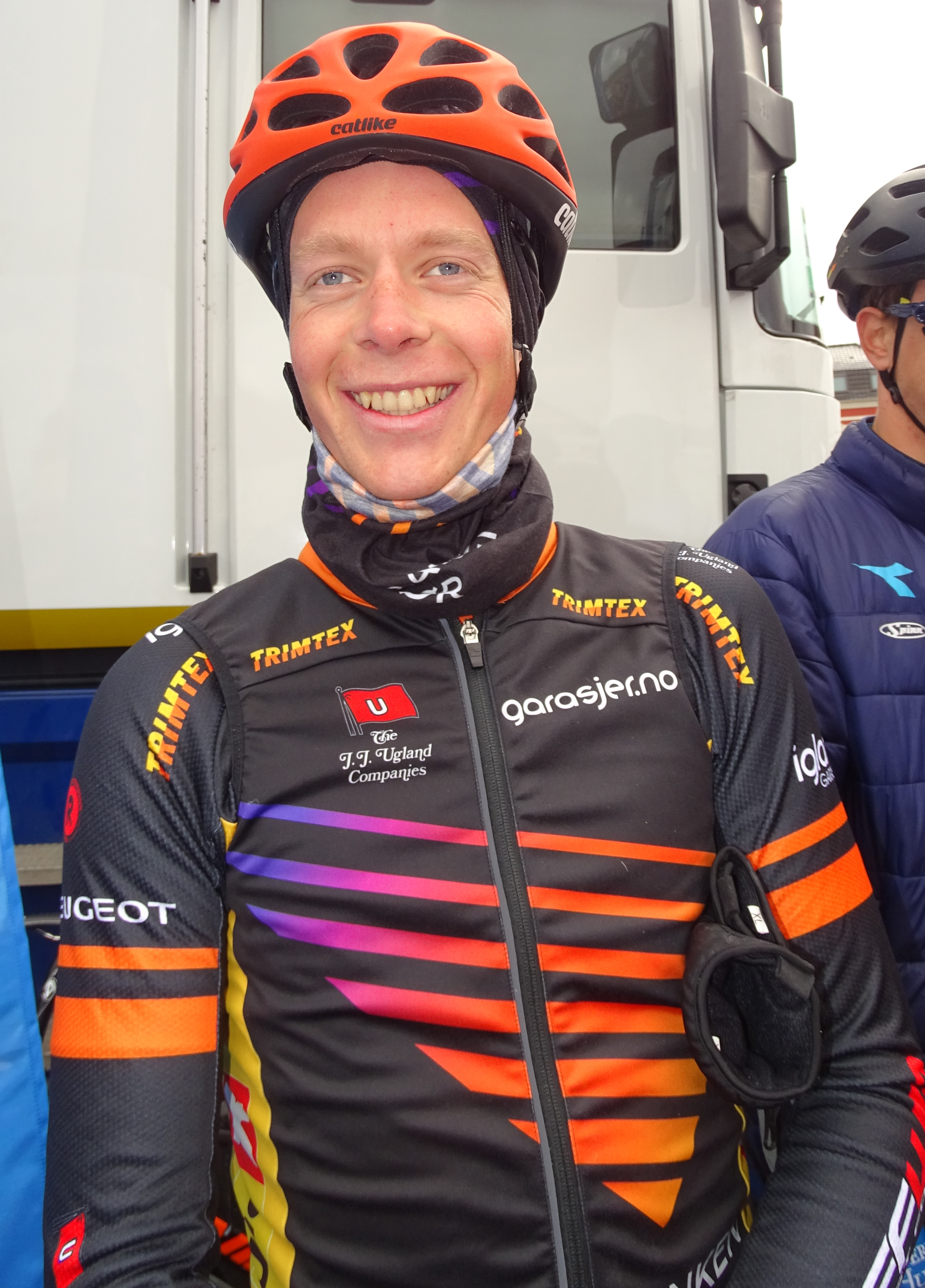
Andreas Erland.
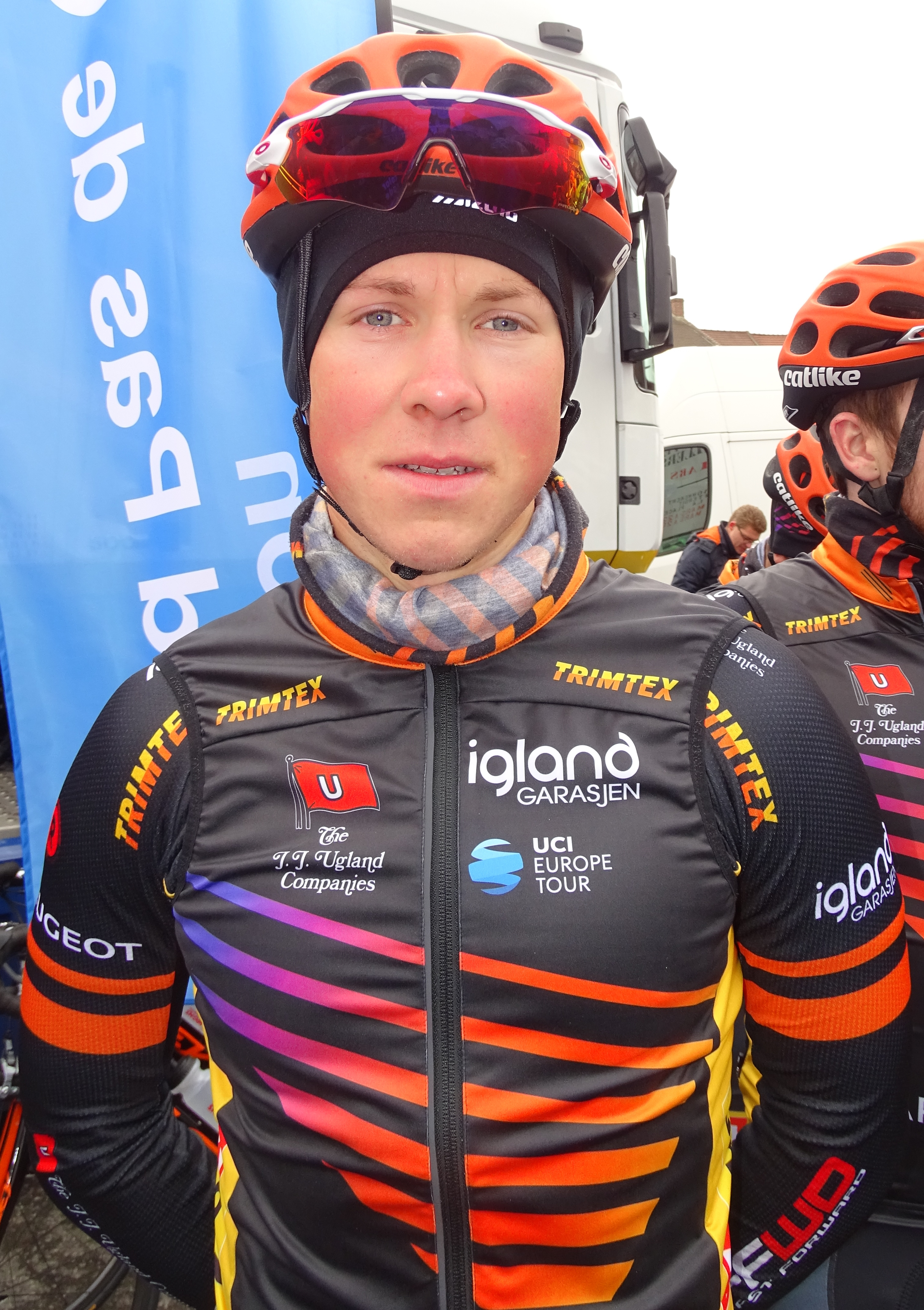
Carl Fredrik Hagen.
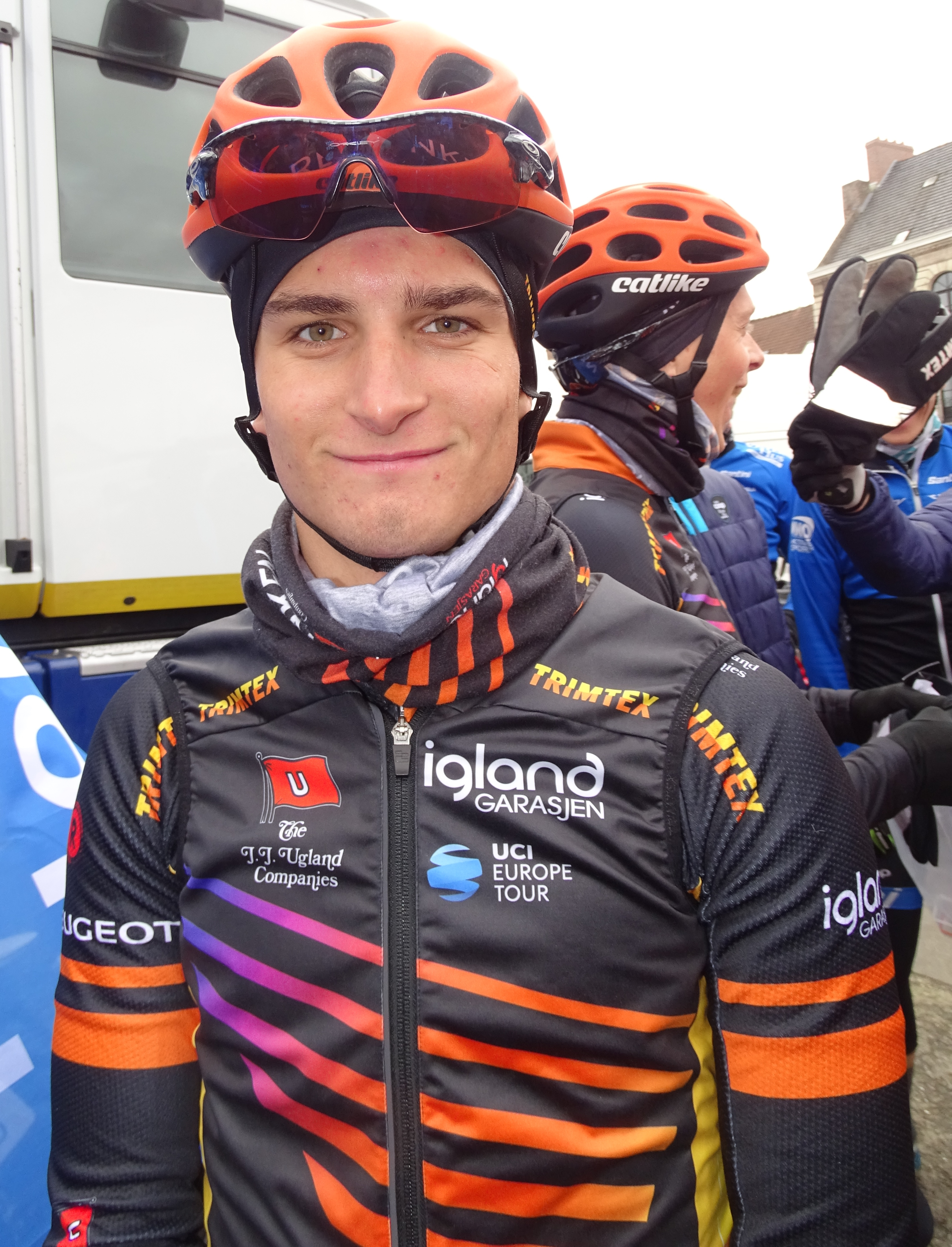
Åge Ljøstad Nilsen.
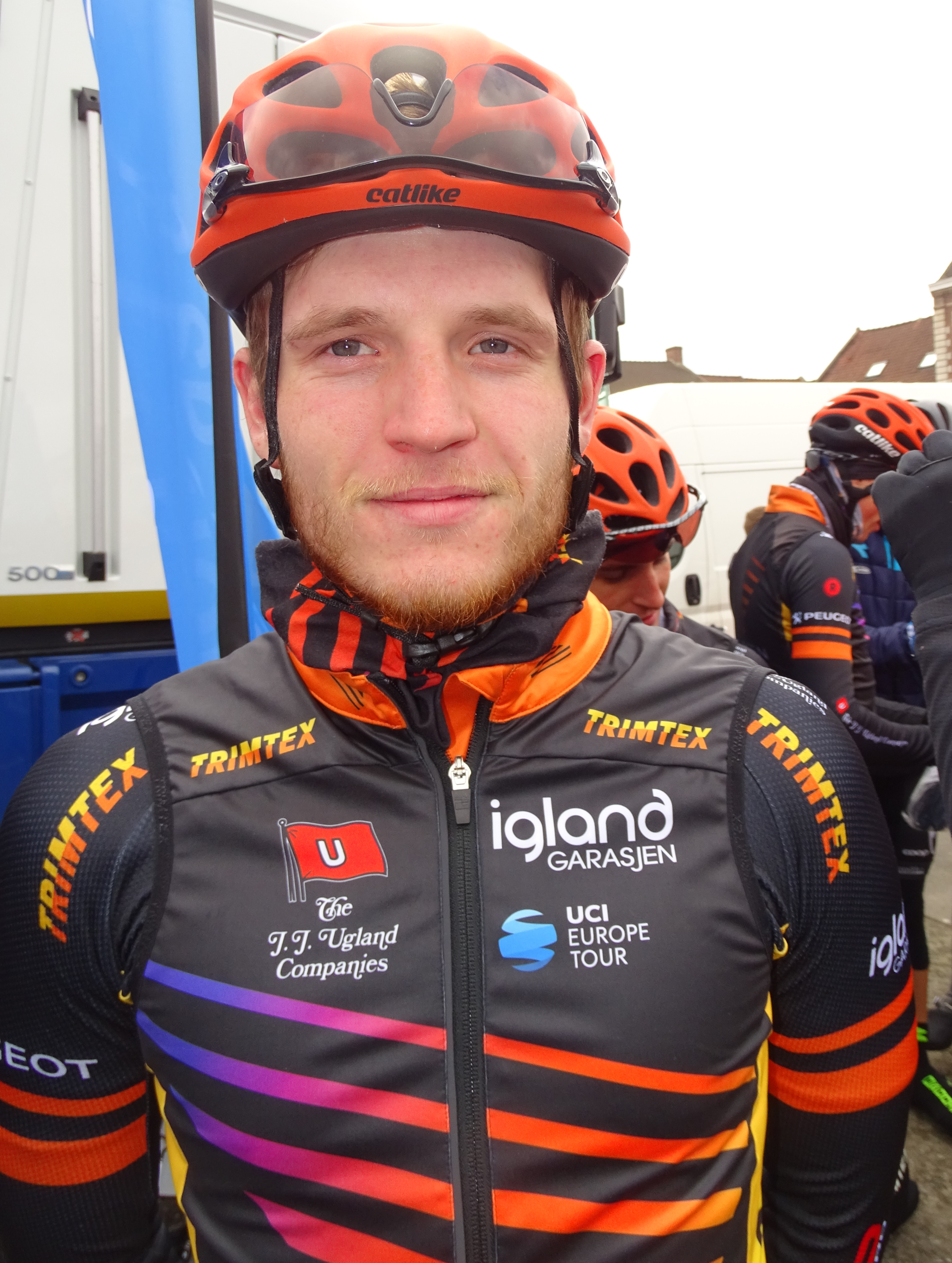
Petter Theodorsen.
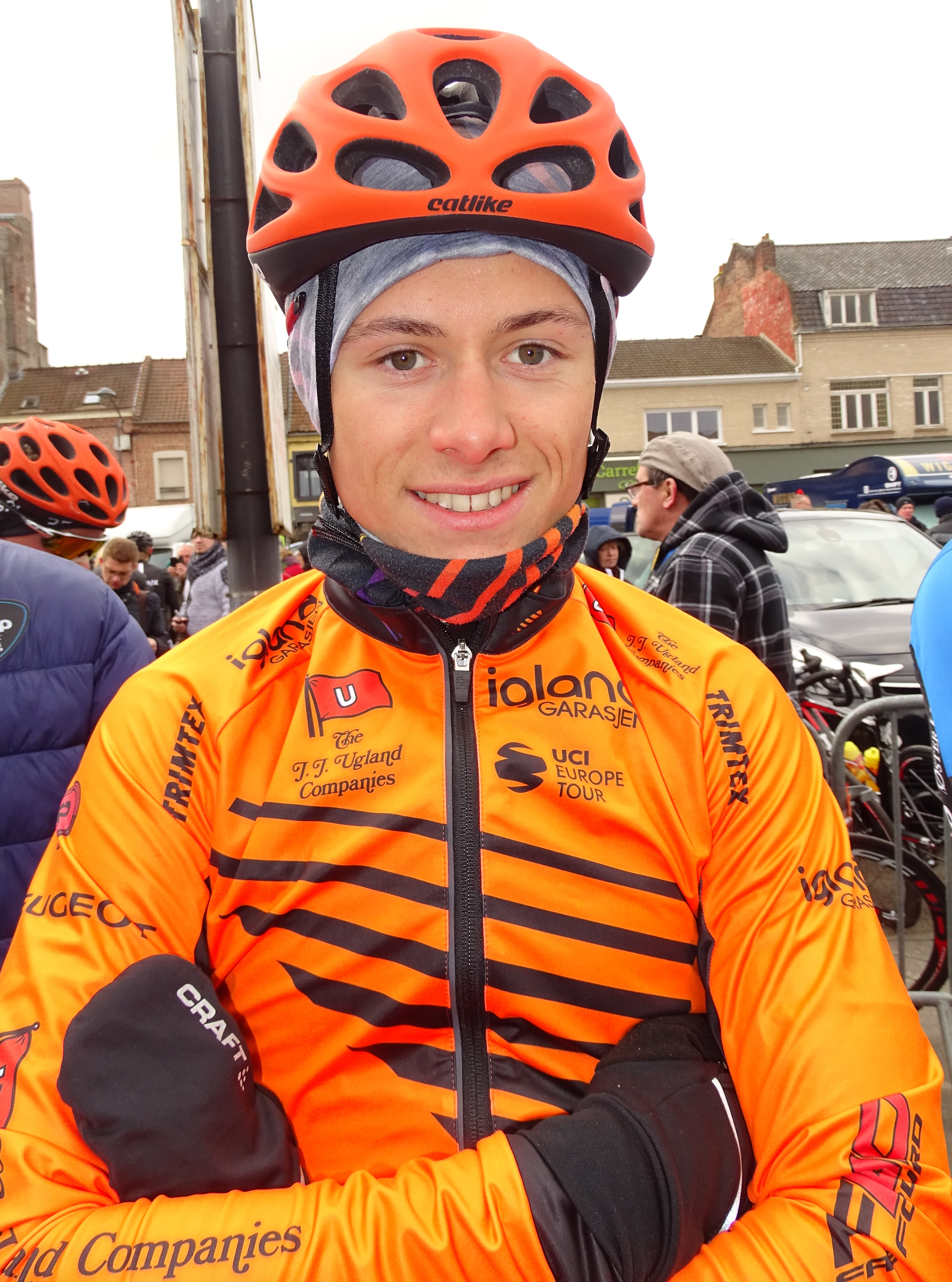
Trond Trondsen.
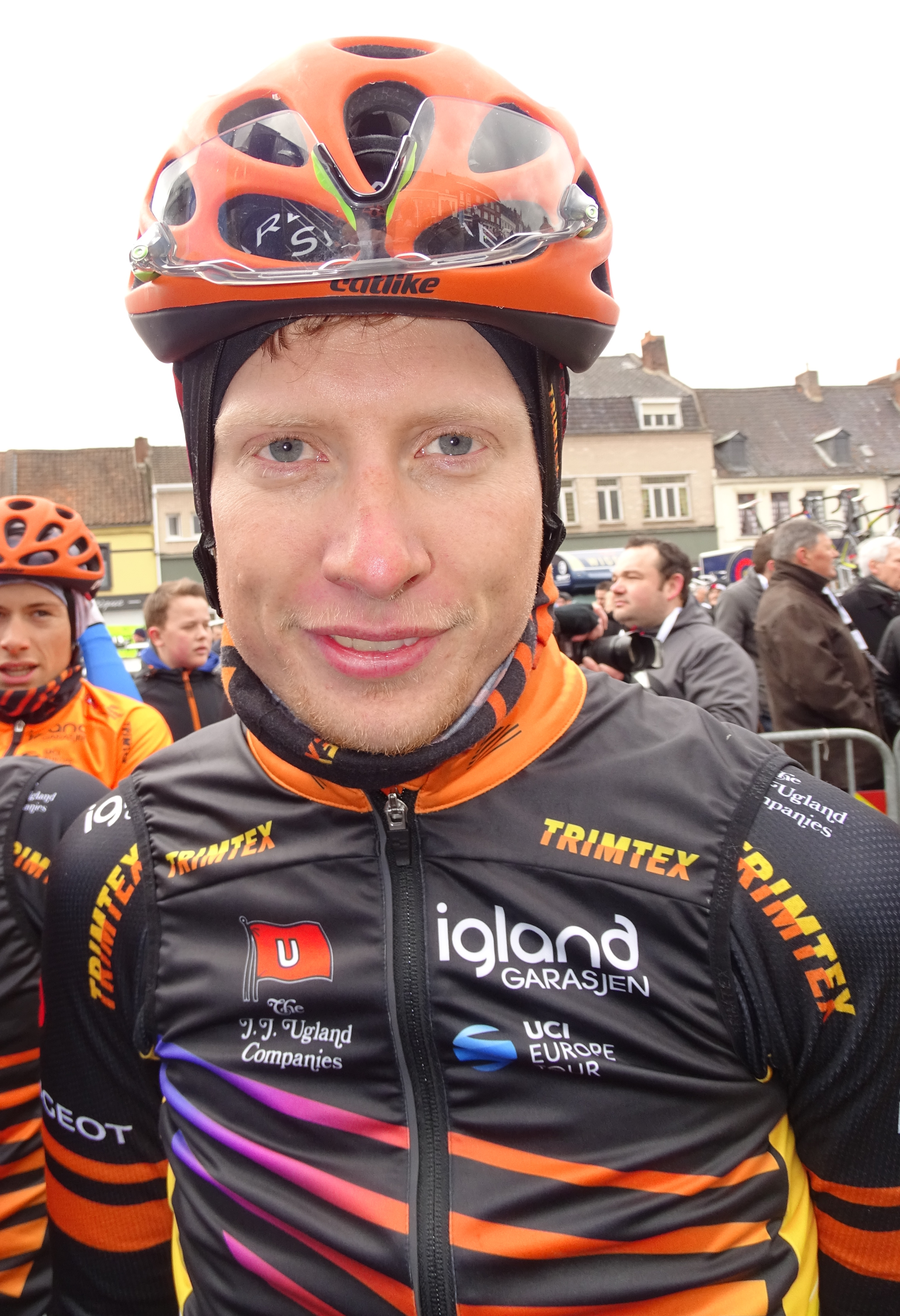
Andreas Vangstad.

## Sparebanken Sør en 2017[19]

### Effectif
| Effectif 2017            | Effectif 2017     | Effectif 2017 | Effectif 2017                   |
| Cycliste                 | Date de naissance | Pays          | Équipe précédente               |
| ------------------------ | ----------------- | ------------- | ------------------------------- |
| Kristian Aasvold         | 30 mai 1995       | Norvège       |                                 |
| Eirik Bruland            | 20 février 1995   | Norvège       |                                 |
| Herman Dahl              | 24 novembre 1993  | Norvège       | Kristiansands Cykleklubb (2014) |
| Andreas Erland           | 31 août 1992      | Norvège       |                                 |
| Ludvik Holstad           | 1 août 1998       | Norvège       |                                 |
| Fridtjof Røinås          | 2 août 1994       | Norvège       | Grimstad Sykleklubb (2012)      |
| Mathias Skjold           | 20 septembre 1996 | Norvège       |                                 |
| Petter Theodorsen        | 4 avril 1995      | Norvège       | Ringeriks-Kraft (2015)          |
| Trond Trondsen           | 8 avril 1994      | Norvège       | Frøy-Bianchi (2014)             |
| Andreas Vangstad         | 24 mars 1992      | Norvège       | Kristiansands Cykleklubb (2013) |
|                          |                   |               |                                 |
| Source : ProCyclingStats |                   |               |                                 |

### Victoires
| Date | Course | Pays | Classe | Vainqueur |
| ---- | ------ | ---- | ------ | --------- |